# Blande
Blande (en llatí Blandus) va ser un cavaller romà de Tibur que va donar classes d'eloqüència a Roma en el temps de l'emperador August.
Va ser el mestre del filòsof i retòric Papiri Fabià, segons diu Sèneca. És mencionat sovint com un dels parlants en les Suasoriae i Controversiarum de Sèneca el Vell. Era probablement el pare o l'avi de Rubel·li Blande.